# グレゴリウス4世 (ローマ教皇)
グレゴリウス4世（Gregorius IV, 795年頃? - 844年1月25日）は、第101代ローマ教皇（在位：827年10月 - 844年1月25日）。

## 生涯
出身はローマで、家系は貴族である。教皇就任前は司祭・枢機卿を歴任した。840年にルートヴィヒ1世が死去すると、フランク王国では継承争いが起こり、グレゴリウス4世は長男のロタール1世を支持した。
しかしフランク王国の司教の大半はロタールの後継に反対し、王室でも継承争いが激化した。グレゴリウス4世は王室の調停を務めたものの失敗に終わった。844年1月25日、在位16年3か月で死去した。